# Melodifestivalen 1985
Melodifestivalen 1985 var den 25:e upplagan av musiktävlingen Melodifestivalen och samtidigt Sveriges uttagning till Eurovision Song Contest 1985 i Göteborg, Sverige.
Finalen hölls i TV-huset i Malmö den 2 mars 1985, där melodin "Bra vibrationer", framförd av Kikki Danielsson, vann, genom att ha fått högst totalpoäng av jurygrupperna. Eftersom Sverige hade vunnit året innan med gruppen Herreys "Diggi-loo diggi-ley", så stod Sverige värd för evenemanget det här året. För Sveriges Television innebar detta att man blev tvungen att skära ned på sin egen nationella uttagning för att ha råd med Eurovisionen. Dock användes modellen med tio bidrag och två omgångar, där jurygrupper valde ut fem bidrag till en finalomgång för att utse vinnarbidraget. Däremot togs orkestern bort för att spara pengar. 
Bra vibrationer fick sedan representera Sverige, på hemmaplan, i ESC 1985 som arrangerades i Göteborg den 4 maj 1985. 

## Tävlingsupplägg[1]
För fjärde året i rad användes upplägget med tio bidrag och två omgångar som modell för att utse Sveriges bidrag. Vem som helst som var folkbokförd i Sverige fick skicka in bidrag till tävlingen. Likt tidigare år skulle alla inkomna bidrag gallras genom ett musikförlag innan de anlände till Sveriges Televisions urvalsjury, som valde ut de tio tävlande bidragen. Det är okänt hur många bidrag som skickades in till förlagen samt hur många bidrag som urvalsjuryn fick lyssna igenom. 
På grund av att Sverige skulle arrangera Eurovision Song Contest det här året var man tvungen att rejält banta ned kostnaderna kring Melodifestivalen. För första gången i Melodifestivalens historia hade man ingen orkester, utan artisterna fick sjunga playback (dvs. förinspelad musik men sången sjöngs live). Dessutom hade man en väldigt enkel scendekor. Den enda publik som fick komma var skivbolags- och upphovsfolk, journalister och artisternas anhöriga. För att liva upp det hela hade dock Sveriges Television hyrt in laserstrålar som användes under framträdandena, något som tidningarna skrev om efteråt. Dessutom fick före detta Fröken Sverige Eva Andersson vara programledare.
Bidraget "Kärleken är en svala" diskvalificerades efter anklagelser om jäv i juryn.[källa behövs] SVT valde att ersätta den med låten "Sommarparty" (som skulle ha framförts av Herreys). Dock kom det fram att den låten framförts i radio vilket gjorde att man var tvungen att även diskvalificera den.[källa behövs] Slutligen fick låten "Nu har det hänt igen" med Ritz ta den platsen.
Inför finalen var Pernilla Wahlgren favorittippad att vinna. När hon inte gjorde det "rasade" kvällspressens journalister och krönikörer som ansåg att fel låt vann. 85% av Expressens läsare ansåg att fel låt vann. Kikki Danielsson vann tävlingen för andra gången och för första gången som soloartist. Tillsammans med Björn Skifs (1978 och 1981) och Family Four (1971 och 1972) var hon den enda som hade vunnit två gånger. Med Kikki Danielssons seger var det också fjärde segeråret i rad för Bert Karlssons skivbolag Mariann Grammofon. Fem av årets bidrag var delvis skrivna av låtskrivarna Ingela 'Pling' Forsman och Monica Forsberg.

### Återkommande artister
| Artist           | Tidigare år (med placering) (Melodifestivalen)                 | Tidigare år (med placering) (ESC) |
| ---------------- | -------------------------------------------------------------- | --------------------------------- |
| Göran Folkestad  | 19841 (2:a)                                                    | –                                 |
| Kikki Danielsson | 19782 (2:a), 19803 (4:a), 19813 (2:a), 19823 (1:a), 1983 (2:a) | 1982 (8:a)                        |
| Per-Erik Hallin  | 1984 (6:a)                                                     | –                                 |
| Ritz             | 1983 (4:a)                                                     | –                                 |

1 1984 sjöng Göran Folkestad duett tillsammans med Lotta Pedersen.

2 1978 tävlade Kikki Danielsson tillsammans med Lasse Holm och gruppen Wizex.

3 1980 och 1982 deltog Kikki Danielsson som medlem gruppen Chips som 1981 var namnändrat till Sweets 'n Chips.

## Finalkvällen
Finalen av festivalen 1985 direktsändes i TV1 den 2 mars 1985 kl. 20.00-22.15 från en studio i TV-huset i Malmö. Programledare var Eva Andersson (Fröken Sverige 1980) och producent för finalen var Kåge Gimtell. Ingen orkester användes utan alla bidrag spelades upp med förinspelad musik. Kören bestod av Caj Högberg, Diana Nuñez, Lennart Sjöholm och Liza Öhman.
Det här året återanvändes modellen med nio ålderskategoriska jurygrupper som resultat. Precis som de tre tidigare årens festivaler började det hela med att de tio bidragen spelades upp och jurygrupperna fick i hemlighet avge poäng. De fem bidragen som fick högst totalpoäng tog sig vidare till den andra omgången. Övriga placerade sig på delad sjätteplats. I den andra omgången nollställdes det tidigare resultatet och en ny röstningsomgång påbörjades. Den som nu fick högst totalpoäng vann hela finalen. Juryn hade samma poängsystem som året innan, dvs. de gav 8 poäng till sin favorit, 6 poäng till sin tvåa, 4 poäng till sin trea, 2 poäng till sin fyra och 1 poäng till sin femma. Därmed fick alla fem bidrag minst en poäng av varje jurygrupp
Under poängutdelningen skedde en del tekniska missöden. Bland annat slutade poängtavlan till och från att fungera, vilket gjorde att delar av det hela fick tas om. Vid prisutdelningen uppstod ett mindre kaos på scenen då fel melodislinga gick ut och programledaren tappade kontakten med sändningsrummet. 

### Första omgången

#### Startlista
Nedan listas bidragen i startordning i den första omgången. Bidrag med beige bakgrund tog sig till andra omgången.
Resterande låtar placerade sig på delad sjätte plats.
| Nr | Artist            | Låt                   | Upphovsmän (Text & musik)                                   | Anmärkning |
| -- | ----------------- | --------------------- | ----------------------------------------------------------- | ---------- |
| 1  | Kikki Danielsson  | Bra vibrationer       | Ingela 'Pling' Forsman (t), Lasse Holm (m)                  | Till Final |
| 2  | Suzanne Frölén    | Vänner                | Olle Bergman (t), Claes Bure (m)                            | Utslagen   |
| 3  | Göran Folkestad   | Eld och lågor         | Monica Forsberg (t), Göran Folkestad (m)                    | Till Final |
| 4  | Ritz              | Nu har det hänt igen  | Monica Forsberg (t), Peter Wanngren (m)                     | Utslagen   |
| 5  | Per-Erik Hallin   | Morgonluft            | Per-Erik Hallin (tm)                                        | Utslagen   |
| 6  | Bel Air           | 1 + 1 = 2             | Ingela 'Pling' Forsman (t), Christer Bjärehag (m)           | Utslagen   |
| 7  | Li Berg           | Jag vet hur det känns | Ingela 'Pling' Forsman (t), Dick Berglund (m)               | Till Final |
| 8  | Dan Tillberg      | Ta min hand           | Cecilia von Melen (t), Dan Tillberg (m), Svante Persson (m) | Till Final |
| 9  | Stefan Borsch     | Sjung din sång        | Martin Contra (tm), Björn Frisén (tm)                       | Utslagen   |
| 10 | Pernilla Wahlgren | Piccadilly Circus     | Bruno Glenmark (t), Lars Andersson (m)                      | Till Final |

### Andra omgången

#### Poäng och placeringar
| Nr | Låt                   | 15-20 | 20-25 | 25-30 | 30-35 | 35-40 | 40-45 | 45-50 | 50-55 | 55-60 | Summa | Plac. |
| -- | --------------------- | ----- | ----- | ----- | ----- | ----- | ----- | ----- | ----- | ----- | ----- | ----- |
| 1  | Bra vibrationer       | 6     | 8     | 6     | 8     | 6     | 8     | 4     | 2     | 8     | 56    | 1     |
| 3  | Eld och lågor         | 2     | 1     | 4     | 6     | 4     | 6     | 6     | 4     | 2     | 35    | 3     |
| 7  | Jag vet hur det känns | 1     | 4     | 1     | 1     | 2     | 4     | 2     | 1     | 4     | 20    | 5     |
| 8  | Ta min hand           | 4     | 6     | 8     | 4     | 8     | 2     | 8     | 8     | 1     | 49    | 2     |
| 10 | Piccadilly Circus     | 8     | 2     | 2     | 2     | 1     | 1     | 1     | 6     | 6     | 29    | 4     |

## Eurovision Song Contest

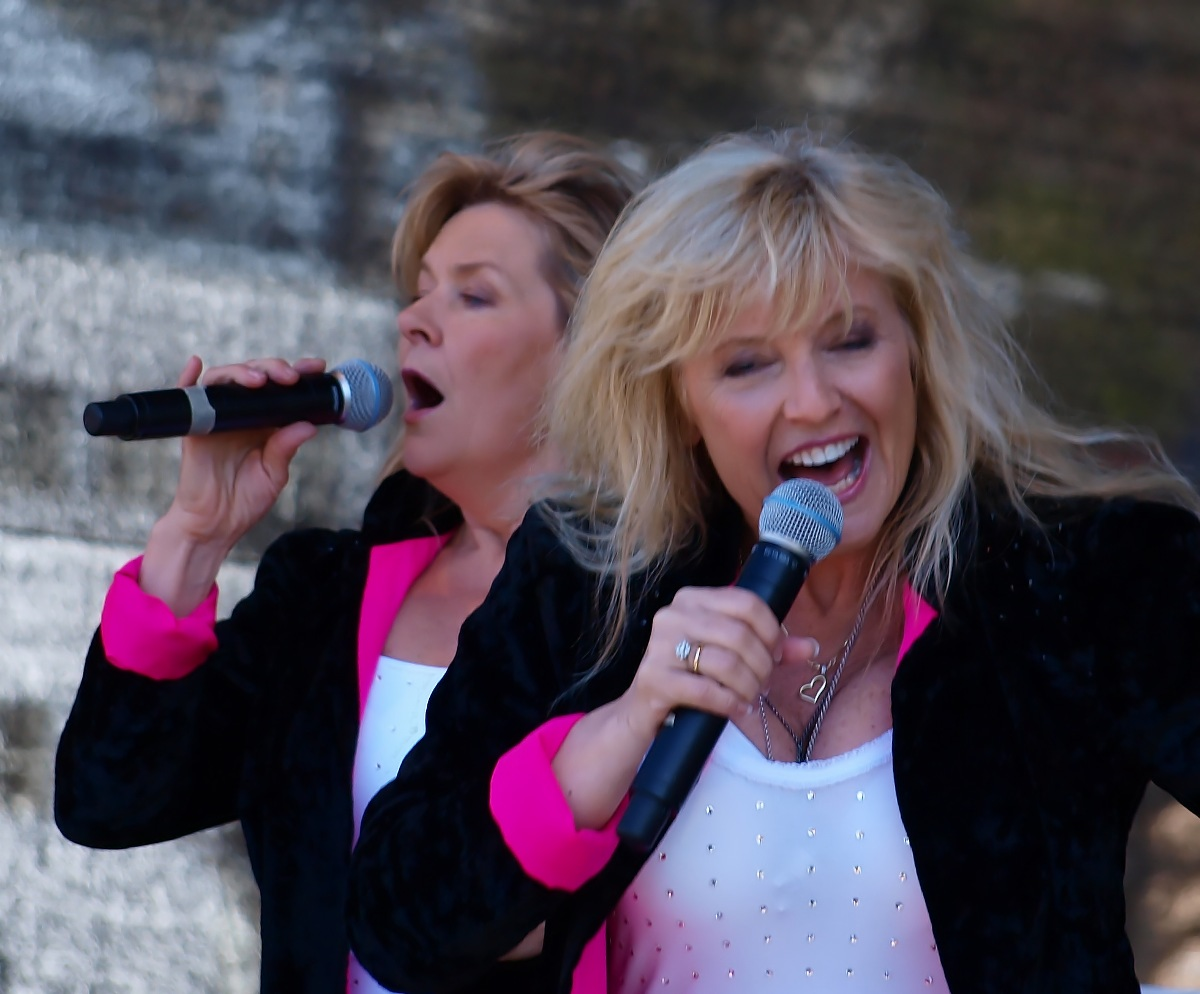
Bobbysocks (Elisabeth Andreassen och Hanne Krogh) som tävlade för Norge det här året och som vann.

Med sin andra seger i bagaget hade Sverige nu fått äran att stå värd för ett ytterligare Eurovision Song Contest. Tävlingen förlades till Scandinavium i Göteborg den 4 maj 1985. När Sverige fick arrangera tio år tidigare hölls finalen i Stockholm. På grund av val av tävlingsdatum blev både Jugoslavien och Nederländerna tvungna att avstå tävlan, detta på grund av olika minnesdagar inom länderna. Däremot valde Grekland och Israel att återvända. Nitton länder tävlade. 
Ett antal rekord slogs det här året, bland annat att hela tretton artister gjorde comeback och att man fick den hittills yngsta deltagaren i tävlingen genom åttaåriga Lea-Mai Christensen som medverkade i Danmarks bidrag. Programledare för årets tävling var Lill Lindfors som i mycket har ansetts vara en av Eurovisionens främsta programledare, främst genom sin humor och utstrålning hela festivalen igenom. Mest minnesvärt är utan tvivel då hon klev ut på scenen, strax före omröstningen, och hennes kjol plötsligt fastnade i scendekorationen och revs av. Detta var en i hemlighet arrangerad olyckshändelse, då Lill snabbt vecklade ut en ny dold klänning av delarna som satt kvar på kroppen. Frank Naef från EBU var dock inte road av detta och såg till att det infördes en regel att generalrepetitionen skulle se precis likadan ut som direktsändningen. Den regeln finns kvar än idag och kallas för Lex Lindfors. Lills kläder designades av Christer Lindarw.
Sverige tävlade som nummer sexton (av nitton länder) och slutade efter juryöverläggningarna på tredje plats med 103 poäng. Elisabeth Andreassen tävlade det här året för Norge (hon hade tidigare tävlat med gruppen Chips för Sverige 1982) tillsammans med Hanne Krogh. Tillsammans bildade de duon Bobbysocks, som lyckades ta hem segern för Norge, för allra första gången. Norge, som tidigare år hamnat sist med noll poäng, lyckades alltså vinna. Totalt fick de ihop 123 poäng. Tvåan Västtyskland fick ihop 105 poäng, vilket bara var två poäng mer än Sverige. Belgien slutade på sista plats med bara sju poäng, vilka samtliga kom från Turkiet.

### Fotnoter
1. ↑  ”Melodifestivalen 1985”. Sveriges Television. https://www.svt.se/melodifestivalen/melodifestivalen-1985/. Läst 21 oktober 2012.